# Jef Eygel
Jozef Fidela (Jef) Eygel (Antwerpen, 5 maart 1933 - aldaar, 3 april 2005) was een Belgische basketballer en wordt door sommigen tot de belangrijkste Belgische basketballers gerekend.
Vooral in de jaren vijftig en zestig had Eygel een dominerende rol in het Belgische basketbal. Op 19-jarige leeftijd maakte hij zijn olympisch debuut bij de Olympische Spelen van 1952 in Helsinki. Hij eindigde op een gedeelte 17e plaats. 
Op 3 april 2005 is hij op 72-jarige leeftijd bezweken aan leukemie.

## Prestaties
- 7 × Belgisch kampioen met Antwerpse en Racing Mechelen
- verschillende bekertriomfen
- gouden medaille voor Sportverdienste (1954)
- 4 × verkozen tot beste speler van het jaar (1959, 1961, 1963, 1964)
- 3 × opgeroepen voor de Europese ploeg
- 133 × opgeroepen voor de nationale ploeg (Belgisch recordhouder)